# Michael Christensen
Michael Klitgaard Christensen (Karlslunde, 28 augustus 1990) is een Deens autocoureur.

## Carrière

### Karten
Christensen had een succesvolle kartcarrière, waarbij hij in 2004 de Nordic ICA Junior Championship won. Het volgende jaar behaalde hij zowel de Nordic- als de Europese ICA Junior-klasse won. In 2006 promoveerde Christensen naar de Formule A en behaalde hier een tweede plaats. In hetzelfde jaar was hij ook kampioen in het Duitse Kartkampioenschap. In 2007 deed hij dit weer en won ook de KF1 South Garda Winter Cup.

### Formule BMW
Christensen maakte zijn eenzittersdebuut in de Formule BMW Europa op het Circuit de Catalunya, waar hij betrokken was bij een groot ongeluk. Ondanks dit finishte hij als zesde in het kampioenschap als de beste rookie.
In 2009 stapte hij over naar Mücke Motorsport. Hij begon het seizoen als de titelfavoriet, en met een overwinning in de eerste race begon hij het seizoen veelbelovend. Hij finishte het seizoen echter als vierde, omdat hij drie overwinningen uit vijf races verloor omdat zijn team een hoger beroep verloor over een schending van de technische reglementen, verworpen door de FIA.

### GP3
In 2010 werd Christensen de eerste coureur die voor MW Arden ging rijden in de GP3 Series, naast Miquel Monrás en Leonardo Cordeiro.

## GP3-resultaten
| Jaar | 1           | 2          | 3          | 4          | 5       | 6       | 7       | 8       | 9       | 10      | 11      | 12      | 13      | 14      | 15      | 16      | Rang | Punten |
| ---- | ----------- | ---------- | ---------- | ---------- | ------- | ------- | ------- | ------- | ------- | ------- | ------- | ------- | ------- | ------- | ------- | ------- | ---- | ------ |
| 2010 | ESP FEA Ret | ESP SPR 18 | TUR FEA 13 | TUR SPR 11 | VAL FEA | VAL SPR | GBR FEA | GBR SPR | GER FEA | GER SPR | HUN FEA | HUN SPR | BEL FEA | BEL SPR | ITA FEA | ITA SPR | 21*  | 0*     |

* Seizoen loopt nog.